# شتاینبرگ
شتاینبرگ (به آلمانی: Steineberg) یک شهر در آلمان است که در فولکانایفل واقع شده‌است. شتاینبرگ ۲۴۳ نفر جمعیت دارد.